# Vinzaglio
Vinzaglio (piemontesisch Vinsàj) ist eine Gemeinde mit 522 Einwohnern (Stand 31. Dezember 2023) in der italienischen Provinz Novara (NO), Region Piemont.
Die Nachbargemeinden sind Borgo Vercelli, Casalino, Confienza, Palestro und Vercelli.

## Geographie
Das Gemeindegebiet umfasst eine Fläche von 15 km².

## Geschichte
Bei Vinzaglio und Palestro kam es Ende Mai 1859 während des Zweiten italienischen Unabhängigkeitskriegs zu Gefechten zwischen piemontesischen und französischen Verbänden auf der einen und österreichischen Streitkräften auf der anderen Seite. Die Österreicher wurden gezwungen, sich in Richtung Mailand zurückzuziehen. Bei Magenta erlitten sie eine schwere Niederlage.